# Duke 103
Duke103 (La Creu Coberta, València, 1978) més conegut com a Duke, és un artista urbà i de grafit i tatuador valencià. És un dels referents més citats pels artistes valencians d'Street art.
Duke va començar amb la tècnica de l'esprai en 1991. En estos més de vint anys en la tècnica de l'aerosol, ha experimentat totes les variants del món del graffiti, des del més convencional fins a arribar a l'art urbà o art mural. El seu primer contacte amb el món del grafit va ser de la manera més tradicional, escrivint la seua firma i icona per tota la ciutat. Amb el pas dels anys, Duke ha anat evolucionant i desenrotllant en major grau esta tècnica, deixant de banda el grafit tradicional. En esta nova etapa, ha començat a centrar-se en un estil més realista i de majors dimensions. Actualment elabora personatges carismàtics en ambients personalitzats, inventats per ell mateix; amb temàtiques divertides i amb un missatge reivindicatiu.
Natural de la zona Sud de la ciutat de València, ha impregnat un dels barris de la zona d'Street Art, amb grans murals i pintant els contenidors de vidre i caixes d'electricitat d'una forma molt personalitzada, icònica i divertida. També ha realitzat intervencions sobre vagons de FGV. Ha participat a diversos festivals, com el Poliniza de la Universitat Politècnica de València.
De jove feia bombing amb un ninotet que representava un ceptre, que posteriorment ha esdevingut la seua imatge més representativa.